# Calumet City (Illinois)
Calumet City je grad u američkoj saveznoj državi Ilinois. Prema popisu stanovništva iz 2010. u njemu je živjelo 37.042 stanovnika.